# Mühlgraben (Quedlinburg)

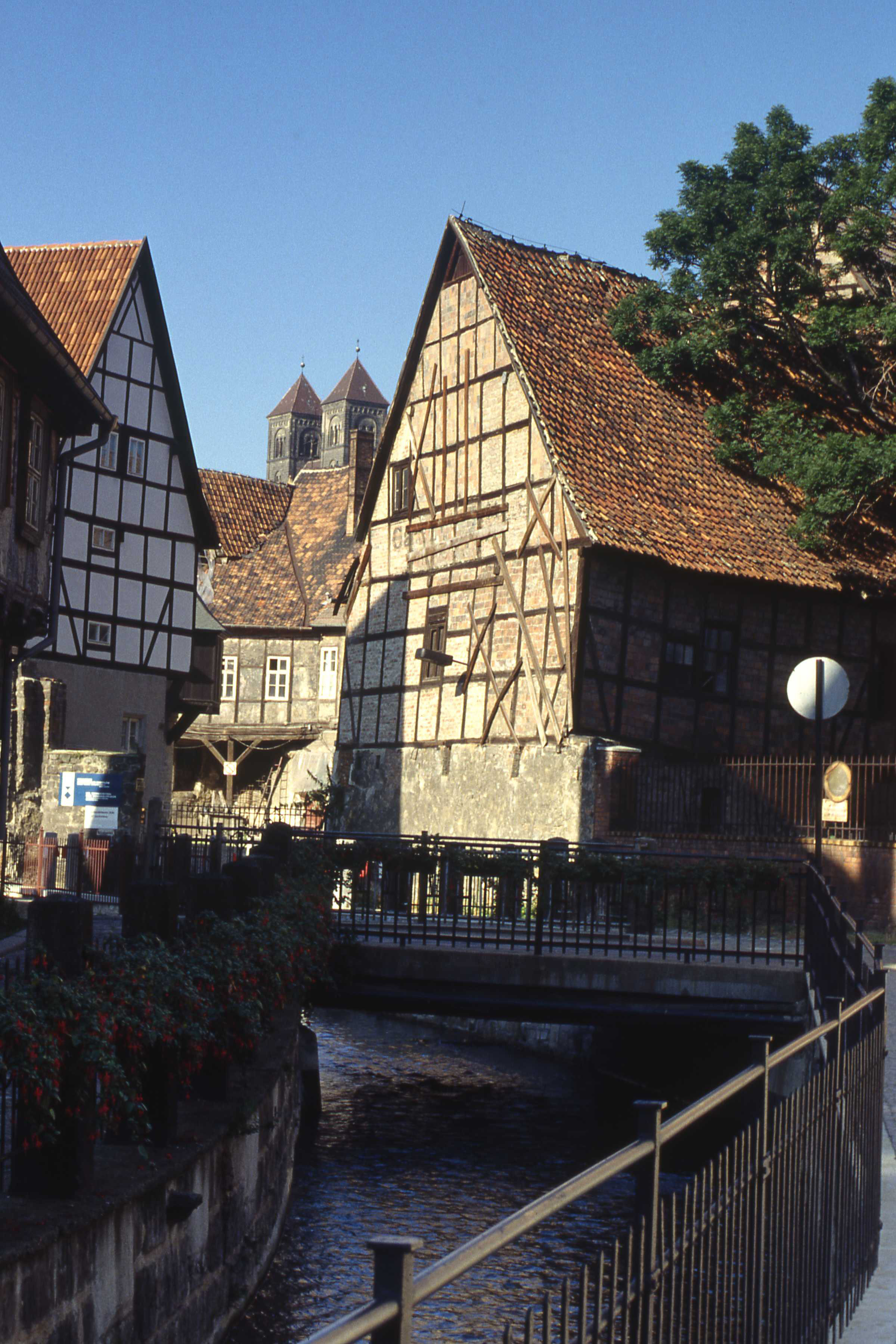
Mühlgraben am Fleischhof, 1991

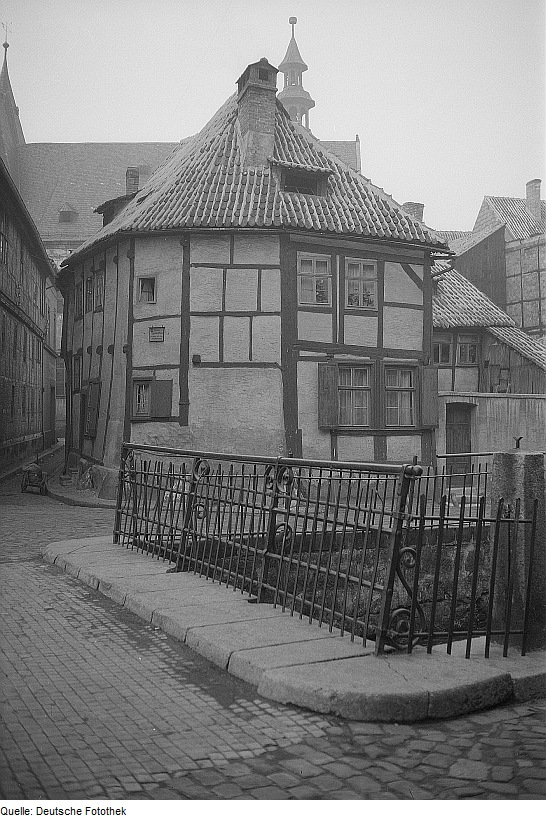
Brücke über den Mühlgraben am Ständerbau

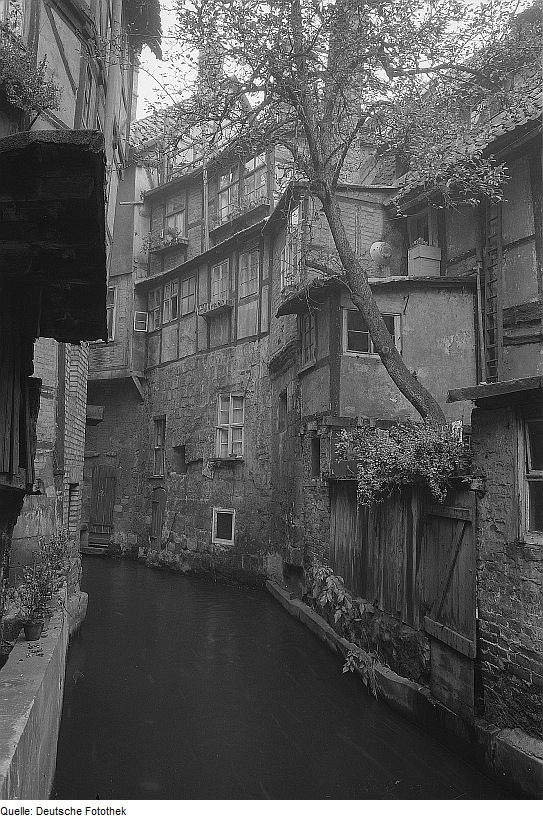
Mühlgraben in der Quedlinburger Innenstadt

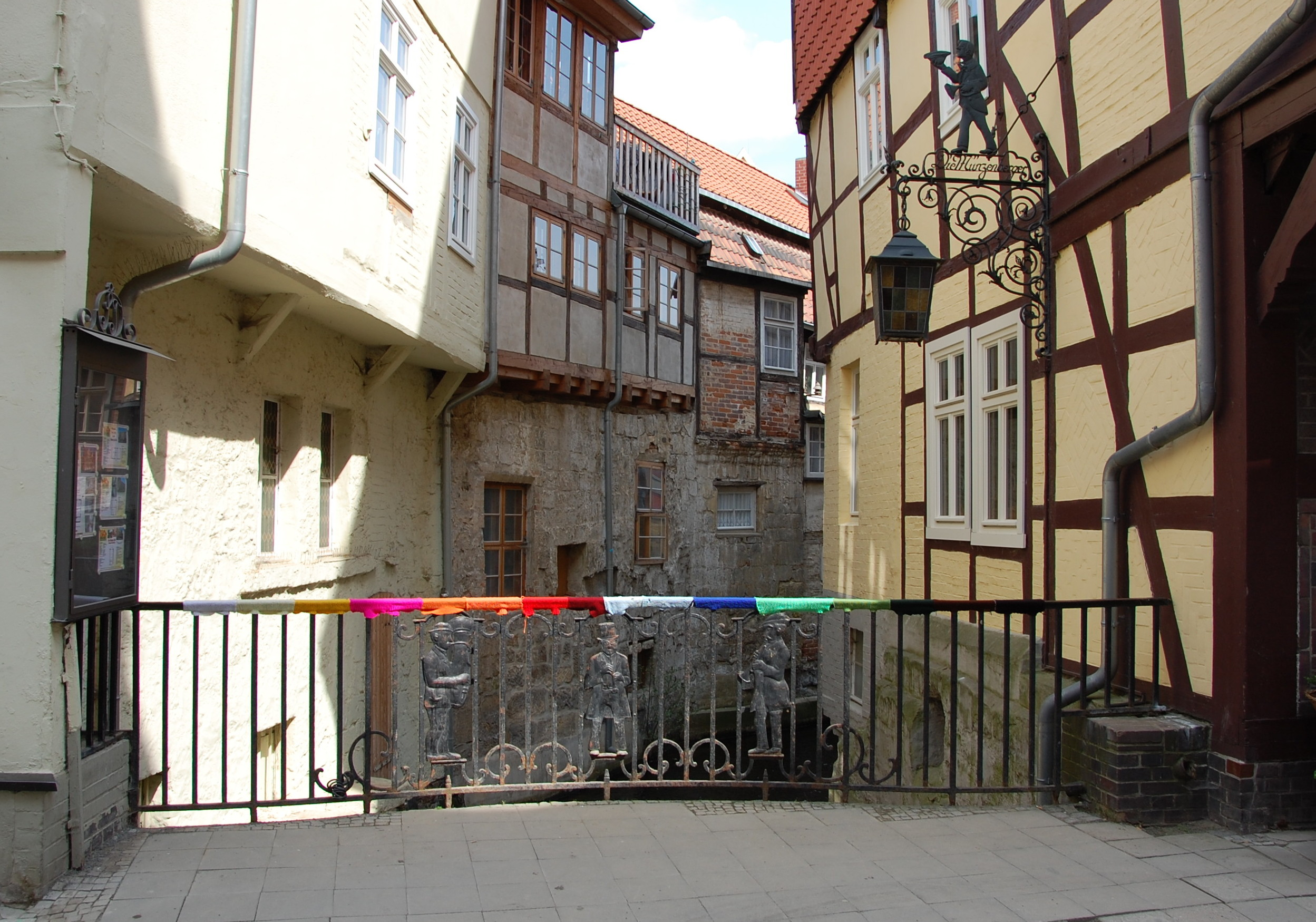
Brüstungsgitter der Steinbrücke

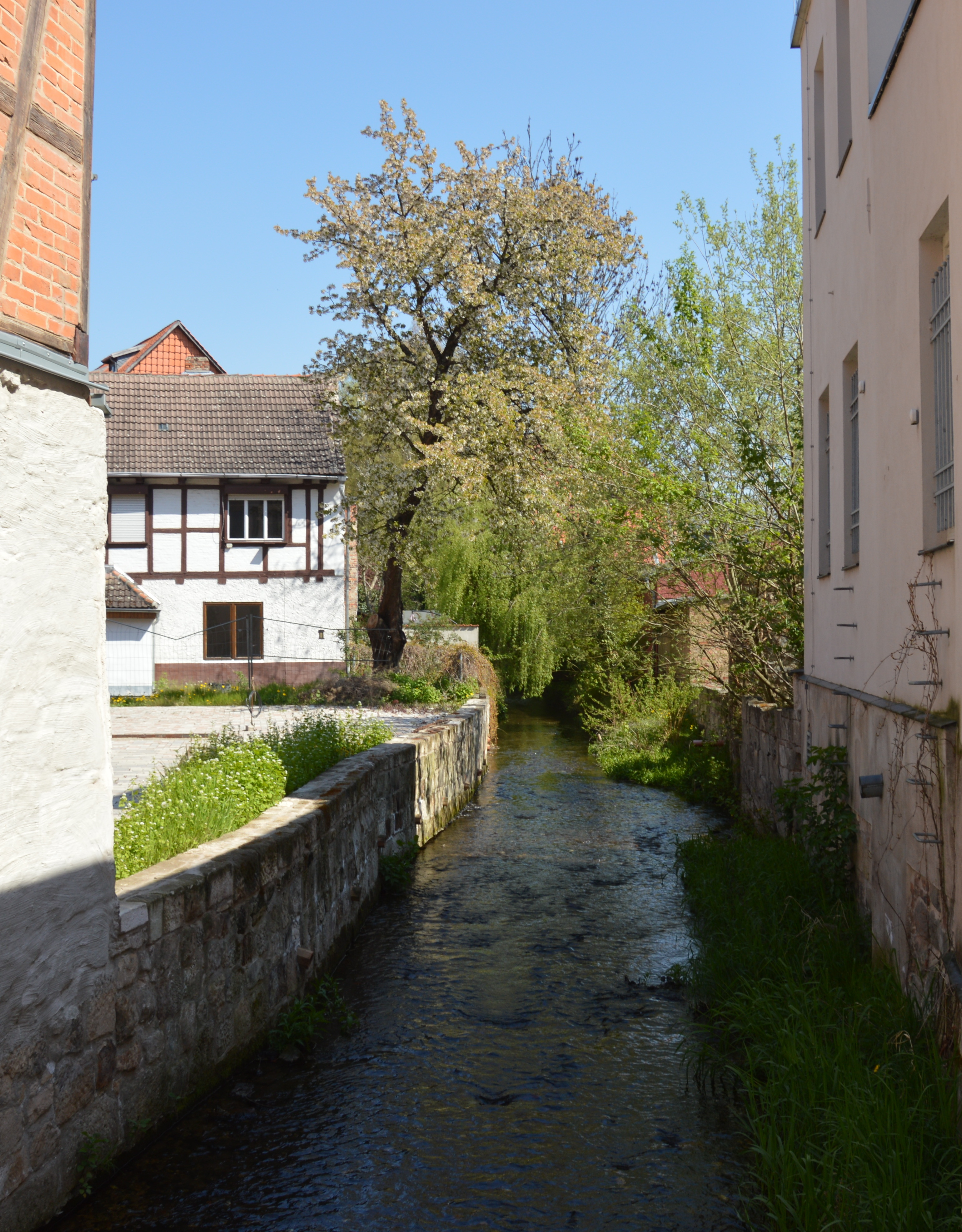
Mühlgraben, südlich der Pölle

Der Mühlgraben ist ein Wasserlauf im Landkreis Harz in Sachsen-Anhalt.

## Verlauf
Er zweigt südlich der Ortslage von Quedlinburg nach links von der Bode ab, durchquert das Stadtzentrum von Quedlinburg, fließt weiter in nordöstliche Richtung südöstlich an Ditfurt vorbei, um sodann wieder in die Bode zu münden. In seinem Verlauf wird ein Höhenunterschied von etwa 15 Metern absolviert. Im Zuge des Laufs durch die historische Quedlinburger Innenstadt führt der Mühlgraben an einer Vielzahl von Baudenkmalen vorbei. Der Mühlgraben ist mit den sich so ergebenden pittoresken Blicken prägend für einen Teil der Quedlinburger Innenstadt.
Im Einzelnen besteht folgender Verlauf. Die Abzweigung von der Bode liegt bei etwa 125 Metern über Normalnull. Der Mühlgraben fließt dann in nordöstliche Richtung parallel zur Straße Unter der Altenburg und hat dann eine erneute Verbindung zur Bode. Er unterquert dann die Brühlchaussee und verläuft in nördliche Richtung weiter parallel zur Wipertistraße. Unweit des linken Ufers des Grabens befindet sich die Wipertiklause. Von rechts mündet nach einer Strecke der Holländer-Graben ein. Am linken Ufer befindet sich die Sankt-Wiperti-Kirche. Nach einigen Windungen verläuft der Mühlgraben dann in Richtung Osten und erreicht das Gebiet des Quedlinburger Stadtteils Westendorf. Auf der linken Seite erhebt sich der Schlossberg. Am linken Ufer passiert der Graben die Klostermühle, die die Wasserkraft des Grabens nutzt. Der Graben unterquert dann die Kaiser-Otto-Straße und verläuft parallel zur linksseitig befindlichen Mühlenstraße, mit ihren diversen in Ufernähe stehenden Baudenkmalen. Im weiteren Verlauf wird die Rittergasse unterquert, auf der rechten Seite befindet sich die Schlossmühle Quedlinburg. Der Mühlgraben verläuft dann weiter parallel zur Straße An der Kunst, wird von der Mühlenstraße überbrückt, um dann parallel zur rechtsseitig liegenden Straße Unter dem Birnbaum zu verlaufen. Hier wird er von einem Steg zwischen Unter dem Birnbaum zur nördlich gelegenen Wassertorstraße überspannt.
Der Mühlgraben knickt dann in nördliche Richtung ab und wird von der Brücke Am Schiffbleek überbrückt. Kurz danach mündet von rechts ein Wasserlauf ein, der eine Verbindung zum etwas weiter östlich verlaufenden Stiefelgraben herstellt. Am rechten Ufer erstreckt sich die Parkanlage Wordgarten mit der Gaststätte Wordhaus, am linken Ufer verläuft die Straße Im Wasserwinkel. Der Graben verläuft dann weiter in nördliche Richtung, unterquert die Carl-Ritter-Straße und erreicht die historische Altstadt.
Auf der linken Seite wird der Zugang nach Quedlinburg vom Spiegelturm flankiert. Der Mühlgraben verläuft vorbei am Fleischhof dann parallel zur Straße Word, die ihn dann jedoch quert und biegt wieder in östliche Richtung ab. Hier befindet sich am linken Ufer der Ständerbau. Nach einer erneuten Querung durch einen Steg erreicht der Mühlgraben das Gebiet südlich des Quedlinburger Marktplatzes und wird von der Steinbrücke überbrückt. Der Graben verläuft weiter in östliche Richtung. Auf der linken Seite grenzen die Grundstücke der Straße Pölle an. Unmittelbar am linken Ufer sind in die Befestigungsmauer drei Epitaphe, das Patrozinium Hans Schmidt, das Grabmal Elisabeth Truben sowie das Epitaph Pölle 51/52 eingelassen. Etwas später mündet von rechts der Stiefelgraben ein. Im weiteren Verlauf unterquert der Mühlgraben die Straße Mummental und schwenkt dann wieder nach Norden, wo er von einer Fußgängerbrücke der Gutsmuthsstraße überbrückt wird. Am rechten Ufer befindet sich das Stadtbad Quedlinburg. Der Mühlgraben zweigt sich dann in zwei Arme auf die weiter nach Norden fließen und zwischen denen sich die Mühle Zwischen den Städten befindet. Der Mühlgraben bildet in diesem Bereich die Grenze zwischen der linksseitig gelegenen Alt- und der rechtsseitig gelegenen Neustadt Quedlinburgs. Beide Arme des Mühlgrabens unterqueren die Straße Zwischen den Städten und vereinigen sich dann wieder. Dann unterquert der Mühlgraben die Brücke Stobenstraße und weiter nördlich die Kleersbrücke. Der Graben verlässt die historische Innenstadt, verläuft in nordöstliche Richtung und unterquert die Brücke Julius-Wolff-Straße. Im weiteren Verlauf fließt der Graben parallel zur auf der linken Seite verlaufenden Straße Vor dem Gröperntor und wird von einer Brücke im Zuge der Straße Schützenbrücke gequert. Nach einiger Zeit liegt das GutsMuths-Stadion am rechten Ufer sowie die Gaststätte Walkemühle etwas weiter abwärts auf der linken Seite. Es folgen Brücken im Zuge der Straße Am Mühlgraben und von Feldwegen. Von rechts münden zwei Wasserläufe, von links der Zapfenbach ein. Der Mühlgraben unterquert dann die Bundesstraße 6 und verlässt an der von links erfolgenden Einmündung der Sülze das Stadtgebiet von Quedlinburg.
Der ab hier auch als Mühlengraben bezeichnete Graben erreicht das Gebiet der Gemeinde Ditfurt und unterquert die Eisenbahnstrecke Halberstadt-Thale. Unweit des rechten Ufers erstreckt sich der Alte Kiesbaggersee Ditfurt. Der Mühlgraben fließt am südöstlichen Rand Ditfurts vorbei, unterquert die Salzrinnenstraße, die Straße Langenberg und einen Feldweg um so dann bei einer Höhe von 110 Metern über Normalnull wieder in die Bode zu münden.

## Geschichte
Der Mühlgraben ist ein künstlich angelegter Wasserarm, dessen Verlauf sich jedoch an einem Altarm der Bode orientiert. Vermutlich war der Nebenarm ursprünglich der Hauptarm der Bode. Zum Ende des 12. Jahrhunderts wurde durch die Anlage eines Wehrs bei der Altenburg dann wohl dem östlichen Bodearm eine größere Wassermenge zugeleitet, um so eine Ausdehnung der städtischen Bebauung, vor allem im Bereich der Neustadt zu ermöglichen. Im Mittelalter standen am Mühlgraben zehn Wassermühle, woraus sich der Name des Grabens ergab. Neben Mehl- und Ölmühlen bestanden auch Walkemühlen. Darüber hinaus diente der Mühlgraben aber auch einigen Badehäusern sowie dem Viertel der Gerber. Südöstlich des Marktes bestand im Bereich der Straßen Pölle, Stieg und Word ein morastiges Auengebiet, das im Spätmittelalter dauernd entwässert wurde und durch das der Mühlgraben führt.